# Automeris larra
Espèce
Automeris larra est une espèce de papillon de la famille des Saturniidae.
On le rencontre en Amérique du Sud, notamment au Brésil, en Guyane, au Venezuela, en Colombie, au Pérou, en Bolivie et en Équateur.